# 結束バンド (アルバム)
『結束バンド』（けっそくバンド）は、日本のテレビアニメ『ぼっち・ざ・ろっく！』の作中に登場するバンド「結束バンド」による1枚目のアルバムである。2022年12月28日にアニプレックスより発売された。
2023年12月27日には発売1周年記念として2LP盤が、2024年8月16日にはカセットテープ版が発売された。

## 概要
『ぼっち・ざ・ろっく！』に登場する劇中バンド「結束バンド」は、主人公のギター・後藤ひとり、ドラムス・伊地知虹夏、ベース・山田リョウ、ギター/ボーカル・喜多郁代からなるバンド。各キャラクターの声はそれぞれ青山吉能、鈴代紗弓、水野朔、長谷川育美が演じた。
また、実際に楽曲を演奏する役割を担当したギター・akkin、三井律郎、ドラムス・比田井修、ベース・高間有一は、音楽ディレクターである岡村弦の人脈で決定された。
2023年12月27日までの期間限定生産盤であり、特典としてアニメ『ぼっち・ざ・ろっく！』ノンクレジットOP・EDが収録されたBlu-ray Discや、バックステージパス風の1話タイトルステッカーが付属する。また、本作発売に先駆け同年12月25日に先行配信が行われた。
アルバムには、樋口愛、音羽-otoha-、中嶋イッキュウ（tricot、ジェニーハイ）、谷口鮪（KANA-BOON）、草野華余子、北澤ゆうほ（the peggies）、ZAQらが楽曲を提供しているほか、アニメ『ぼっち・ざ・ろっく！』12話のエンディングテーマとして使用されたASIAN KUNG-FU GENERATIONの楽曲『転がる岩、君に朝が降る』のカバーも収録されており、同バンドのボーカル、ギターを担当する後藤正文が発売に際してコメントを寄せた。
アルバムには主題歌や劇中歌だけでなく、複数の新規楽曲が収録。『ひみつ基地』『ラブソングが歌えない』『小さな海』『フラッシュバッカー』の4曲が該当する。『ひとりぼっち東京』は主題歌や劇中歌ではないが、すでに2022年10月に発売されたシングル『青春コンプレックス』に収録された。
2023年9月8日に配信されたTVアニメ『ぼっち・ざ・ろっく!』の動画企画「ギターヒーローへの道 番外編」の最後にてのLP盤（重量盤 2枚組）が2023年12月27日に発売されることが告知された。また、LP盤発売日と同日にはCDのみの通常盤が発売された。
2024年8月16日にはアメリカのミラン・レコーズからカセットテープ版がリリースされ、同年12月からはそのUS輸入盤が日本でアニプレックスから発売される。日本での事前の予約受付に当たっては、舞台版ぼっち・ざ・ろっく！にて後藤ひとりを演じた守乃まもが登場するスペシャルトレーラーが公開された。

## キャンペーン
ゲーマーズでは「Blu-ray/DVD第1巻&『結束バンド』アルバム発売記念フェア」と称して、対象商品購入時に「ペペロプリプリパピプペポペロペパチーナのショートで」と伝えるか、特典を希望する旨を伝えることで、場面写真ブロマイドがプレゼントされるキャンペーンが行われた。
タワーレコードでは、アルバム『結束バンド』を購入すると結束バンドのメンバーらのコメントが入った特別レシートが発行されるキャンペーンが行われたほか、当アルバムをオススメするPOPコンテストや、結束バンドメンバーの等身大パネル展示（秋葉原店、横浜ビブレ店）も行われた。

## 評価

### チャート成績
| 集計期間                                       | 順位（売上）     | 順位（売上）    | 順位（売上）     |
| 集計期間                                       | CDアルバム       | DLアルバム      | 合算アルバム     |
| ---------------------------------------------- | ---------------- | --------------- | ---------------- |
| 1週目（12月19日 - 25日集計、1月2日付）         | 発売前           | 1位 （0.7万DL） | 14位 （0.8万Pt） |
| 2週目（12月26日 - 2023年1月1日集計、1月9日付） | 1位 （7.3万枚）  | 1位 （1.8万DL） | 1位 （9.7万Pt）  |
| 3週目（1月2日 - 1月8日集計、1月16日付）        | 2位 （2.0万枚）  | 1位 （0.9万DL） | 2位 （3.5万Pt）  |
| 4週目（1月9日 - 15日集計、1月23日付）          | 3位 （1.2万枚）  | 1位 （0.6万DL） | 2位 （2.5万Pt）  |
| 5週目（1月16日 - 22日集計、1月30日付）         | 5位 （0.9万枚）  | 2位 （0.4万DL） | 2位 （1.9万Pt）  |
| 6週目（1月23日 - 29日集計、2月6日付）          | 8位 （0.5万枚）  | 2位 （0.3万DL） | 6位 （1.6万Pt）  |
| 7週目（1月30日 - 2月5日集計、2月13日付）       | 13位 （0.8万枚） | 1位 （0.3万DL） | 6位 （1.6万Pt）  |

本作発売に先駆け先行配信が開始されると、iTunesアルバム総合チャートにおいて首位を獲得（2022年12月26日時点）。アルバムに収録された各楽曲もアニメチャートのTOP10を独占する。また、2022年12月28日公開（集計期間：2022年12月19日 - 25日）のBillboard JAPANダウンロード・アルバム・チャートによるダウンロードアルバム、オリコンの週間デジタルアルバムチャートにおいてもそれぞれ1位を獲得した。
発売前日の2022年12月27日付オリコンデイリーアルバムランキングで推定36,530枚を売り上げ1位を獲得した。また、2023年1月9日付けのオリコンの週間合算アルバムランキング、週間アルバムランキング（推定72,553枚）、週間デジタルアルバムランキングでも首位に輝き、3冠を達成した。オリコンの週間デジタルアルバムランキング4週連続1位は、女性グループ初の快挙である。2023年1月度と2月度のオリコン月間アニメアルバムランキングで1位を獲得。
2023年1月4日付けのBillboard JAPANチャートでもHot Albums、Top Album Sales、ダウンロードアルバムのアルバム・チャート3部門でいずれも首位となった。
全世界、各国のチャートを集計して算出されたUnited World Chartのアルバムランキングでは2023年第2週に4位にランクインした。
2023年1月には累計正味出荷枚数が10万枚を超え、日本レコード協会がゴールド認定を行った。
2023年6月9日に発表されたBillboard JAPAN 2023年上半期チャートのHot Albumsでは6位、Top Albums Salesでは16位、Download Albumsでは1位となった。同時に、Heatseekers Songsには本アルバム収録曲の「青春コンプレックス」が8位に、「ギターと孤独と蒼い惑星」が9位に、それぞれチャートインしている。
2023年6月29日に発表されたオリコン上半期ランキング2023では、合算アルバムランキングで6位、アルバムランキングで14位、デジタルアルバムランキング1位となった。オリコンのデジタルアルバムランキングで女性グループが1位となったのは史上初である。
2023年12月8日に発表されたBillboard JAPAN2023年年間チャートのHot Albumsでは11位、Download Albumsでは1位となった。
2023年12月20日に発表されたオリコン年間ランキング2023では、女性グループとして初めてデジタルアルバムランキングで1位となった。
2024年5月には累計正味出荷枚数が25万枚を超え、日本レコード協会がプラチナ認定を行った。

### レビュー
タワーレコードが運営するWebメディア「Mikiki」でs.h.i.こと和田信一郎は、当アルバムの音楽性をASIAN KUNG-FU GENERATIONやBUMP OF CHICKENといった邦楽ロックの系譜を意識したものであるとしつつ、全編でメタル的なリードギターがフィーチャーされることで新鮮な構造が生まれており、変則的なアレンジ、演奏陣の技巧、安定感と刹那的な勢いを兼ね備えた喜多郁代（CV：長谷川育美）の歌声、後藤ひとり（CV：青山吉能）の表現力など、様々なピースが噛み合うことで〈アニソンらしさ〉にはまり込まず、しかし歌声の力でアニソンとしても成立している「誠に得難い音楽」であると評価した。
柴那典は、下北沢が発信源となってきた2000年代以降の日本のギターロックのエッセンスを詰め込んだサウンドとなっており、高クオリティに仕上がっていると評している。

## 収録内容
| #         | タイトル                   | 作詞           | 作曲           | 編曲      | 歌唱                   | 時間  |
| --------- | -------------------------- | -------------- | -------------- | --------- | ---------------------- | ----- |
| 1.        | 「青春コンプレックス」     | 樋口愛         | 音羽 -otoha-   | 三井律郎  | 喜多郁代（長谷川育美） | 3:23  |
| 2.        | 「ひとりぼっち東京」       | 樋口愛         | 永井正道       | 三井律郎  | 喜多郁代（長谷川育美） | 3:52  |
| 3.        | 「Distortion!!」           | 谷口鮪         | 谷口鮪         | 三井律郎  | 喜多郁代（長谷川育美） | 3:23  |
| 4.        | 「ひみつ基地」             | ZAQ            | 吉岡大地       | 三井律郎  | 喜多郁代（長谷川育美） | 3:52  |
| 5.        | 「ギターと孤独と蒼い惑星」 | ZAQ            | 音羽 -otoha-   | akkin     | 喜多郁代（長谷川育美） | 3:48  |
| 6.        | 「ラブソングが歌えない」   | ZAQ            | 塚田耕平       | akkin     | 喜多郁代（長谷川育美） | 3:08  |
| 7.        | 「あのバンド」             | 樋口愛         | 草野華余子     | 三井律郎  | 喜多郁代（長谷川育美） | 3:33  |
| 8.        | 「カラカラ」               | 中嶋イッキュウ | 中嶋イッキュウ | 三井律郎  | 山田リョウ（水野朔）   | 4:25  |
| 9.        | 「小さな海」               | 音羽 -otoha-   | 音羽 -otoha-   | 三井律郎  | 喜多郁代（長谷川育美） | 3:43  |
| 10.       | 「なにが悪い」             | 北澤ゆうほ     | 北澤ゆうほ     | 三井律郎  | 伊地知虹夏（鈴代紗弓） | 3:47  |
| 11.       | 「忘れてやらない」         | ZAQ            | 吉岡大地       | 三井律郎  | 喜多郁代（長谷川育美） | 3:43  |
| 12.       | 「星座になれたら」         | 樋口愛         | 内藤英雅       | 三井律郎  | 喜多郁代（長谷川育美） | 4:18  |
| 13.       | 「フラッシュバッカー」     | 音羽 -otoha-   | 音羽-otoha-    | 三井律郎  | 喜多郁代（長谷川育美） | 4:35  |
| 14.       | 「転がる岩、君に朝が降る」 | 後藤正文       | 後藤正文       | 三井律郎  | 後藤ひとり（青山吉能） | 4:31  |
| 合計時間: | 合計時間:                  | 合計時間:      | 合計時間:      | 合計時間: | 合計時間:              | 54:08 |

| #         | タイトル                                 | 作詞 | 作曲・編曲 | 時間 |
| --------- | ---------------------------------------- | ---- | ---------- | ---- |
| 1.        | 「青春コンプレックス」(ノンクレジットOP) |      |            | 1:31 |
| 2.        | 「Distortion!!」(ノンクレジットED)       |      |            | 1:31 |
| 3.        | 「カラカラ」(ノンクレジットED)           |      |            | 1:31 |
| 4.        | 「なにが悪い」(ノンクレジットED)         |      |            | 1:31 |
| 合計時間: | 合計時間:                                | 6:04 |            |      |

LP
| #  | タイトル               | 作詞 | 作曲・編曲 |
| -- | ---------------------- | ---- | ---------- |
| 1. | 「青春コンプレックス」 |      |            |
| 2. | 「ひとりぼっち東京」   |      |            |
| 3. | 「Distortion!!」       |      |            |
| 4. | 「ひみつ基地」         |      |            |

| #  | タイトル                   | 作詞 | 作曲・編曲 |
| -- | -------------------------- | ---- | ---------- |
| 1. | 「ギターと孤独と蒼い惑星」 |      |            |
| 2. | 「ラブソングが歌えない」   |      |            |
| 3. | 「あのバンド」             |      |            |

| #  | タイトル       | 作詞 | 作曲・編曲 |
| -- | -------------- | ---- | ---------- |
| 1. | 「カラカラ」   |      |            |
| 2. | 「小さな海」   |      |            |
| 3. | 「なにが悪い」 |      |            |

| #  | タイトル                   | 作詞 | 作曲・編曲 |
| -- | -------------------------- | ---- | ---------- |
| 1. | 「忘れてやらない」         |      |            |
| 2. | 「星座になれたら」         |      |            |
| 3. | 「フラッシュバッカー」     |      |            |
| 4. | 「転がる岩、君に朝が降る」 |      |            |

カセットテープ
| #  | タイトル                                                       | 作詞 | 作曲・編曲 |
| -- | -------------------------------------------------------------- | ---- | ---------- |
| 1. | 「seisyun complex」(青春コンプレックス)                        |      |            |
| 2. | 「hitoribocchi tokyo」(ひとりぼっち東京)                       |      |            |
| 3. | 「Distortion!!」                                               |      |            |
| 4. | 「Secret base」(ひみつ基地)                                    |      |            |
| 5. | 「Guitar, Loneliness and Blue Planet」(ギターと孤独と蒼い惑星) |      |            |
| 6. | 「I can't sing a love song」(ラブソングが歌えない)             |      |            |
| 7. | 「That band」(あのバンド)                                      |      |            |
| 8. | 「Karakara」(カラカラ)                                         |      |            |

| #  | タイトル                                                            | 作詞 | 作曲・編曲 |
| -- | ------------------------------------------------------------------- | ---- | ---------- |
| 1. | 「The Little Sea」(小さな海)                                        |      |            |
| 2. | 「What is wrong with」(なにが悪い)                                  |      |            |
| 3. | 「Never forget」(忘れてやらない)                                    |      |            |
| 4. | 「If I could be a constellation」(星座になれたら)                   |      |            |
| 5. | 「Flashbacker」(フラッシュバッカー)                                 |      |            |
| 6. | 「Rockn' Roll, Morning Light Falls on You」(転がる岩、君に朝が降る) |      |            |

### 解説
1. 青春コンプレックス
  - 1stシングル。
  - テレビアニメ「ぼっち・ざ・ろっく!」オープニングテーマ。
2. ひとりぼっち東京
  - 1stシングルのカップリング。
3. Distortion!!
  - 2022年10月9日に発売された配信シングル。本作で初めてCD化された。
  - テレビアニメ「ぼっち・ざ・ろっく!」第1話～第3話エンディングテーマ。
4. ひみつ基地
  - 新曲。
  - 歌唱した長谷川育美はこの曲を「独りぼっちの世界をすごく明るく捉えているような曲」と評した[48]。デモ音源の状態では弦が使用されていたという[14]。
  - 2024年6月7日公開の『劇場総集編ぼっち・ざ・ろっく！ Re:』にて、「ひとりぼっち東京」と共に挿入歌として使用された。
  - LP盤ではここまでがSIDE A。
5. ギターと孤独と蒼い惑星
  - 2022年11月6日に発売された配信シングル。本作で初めてCD化された。
  - テレビアニメ「ぼっち・ざ・ろっく!」第5話、第8話劇中曲。
6. ラブソングが歌えない
  - 新曲。
  - アニメ『ぼっち・ざ・ろっく！』の楽曲制作の中で最初に出来上がった曲。『ひとりぼっち東京』と共に、制作陣へと作品の音楽性を示すために作られた[49]。
  - アルバムに収録されている長谷川育美による歌唱曲の中では最後にレコーディングされた楽曲でもある[49]。
  - 2024年8月9日公開の『劇場総集編ぼっち・ざ・ろっく！ Re:Re:』にて、「小さな海」「青い春と西の空」と共に挿入歌として使用された。
7. あのバンド
  - 2022年11月27日に発売された配信シングル。本作で初めてCD化された。
  - テレビアニメ「ぼっち・ざ・ろっく!」第6話[注釈 1]、第8話劇中曲。
8. カラカラ
  - 2022年10月30日に発売された配信シングル。本作で初めてCD化された。
  - テレビアニメ「ぼっち・ざ・ろっく!」第4話～第7話エンディングテーマ。
  - LP盤ではここまでがSIDE B。CT版ではここまでがSIDE A。
9. 小さな海
  - 新曲。
  - デモ音源の状態ではアッパーな曲調であったが、「最後の曲みたいなものにしたい」と考えた三井のアレンジの結果、バラード調の楽曲となった[48]。
  - 歌唱した長谷川は、日々がただ過ぎていく感覚を歌ったこの曲を「私の一番の共感ソング」とした[48]。
  - 2024年8月9日公開の『劇場総集編ぼっち・ざ・ろっく！ Re:Re:』にて、挿入歌として使用された。
10. なにが悪い
  - 2022年11月27日に発売された配信シングル。本作で初めてCD化された。
  - テレビアニメ「ぼっち・ざ・ろっく!」第8話～第11話エンディングテーマ。
  - LP盤ではここまでがSIDE C。
11. 忘れてやらない
  - 2022年12月25日に発売された配信シングル。本作で初めてCD化された。
  - テレビアニメ「ぼっち・ざ・ろっく!」第12話劇中曲。
12. 星座になれたら
  - 2022年12月25日に発売された配信シングル。本作で初めてCD化された。
  - テレビアニメ「ぼっち・ざ・ろっく!」第12話劇中曲。
13. フラッシュバッカー
  - 新曲。
  - 最終話放送後に公開された本PVでも使用された、バラード調の楽曲[50][48]。
  - 楽曲プロデューサーの岡村は「エモさを出したかったので、多少ラフでもいいから初期衝動的な良さを残したいと思った」と話している[49]。
  - 編曲の三井は本作の中でこの楽曲が最後にアレンジした曲であり、「終わりたくなかった」ために、出来上がってから1日ほど岡村に音源を送らず寝かせたという[49]。
  - 歌詞について、歌唱した長谷川は「想像を委ねてくれるような歌詞」だとし、「聞く人それぞれによって印象も変わるんじゃないか」と述べた[48]。また、長谷川は自身が今作で歌唱した11曲のうち特に好きな曲として『フラッシュバッカー』を挙げた[51]。また、原作の作者であるはまじあきもこの曲を神曲と絶賛した。
  - 2023年4月19日発売したアルバム『Unlockable』に作詞・作曲者の音羽-otoha-によるセルフカバーが収録された[52]。
14. 転がる岩、君に朝が降る
  - 2022年12月25日に発売された配信シングル。本作で初めてCD化された。
  - ASIAN KUNG-FU GENERATIONのカバー。後藤ひとり役の青山吉能が歌唱している。
  - テレビアニメ「ぼっち・ざ・ろっく!」第12話エンディングテーマ。
  - LP盤ではここまでがSIDE D。CT版ではここまでがSIDE B。

## 演奏
- Vocal（#1 - 7.9.11.12.13） & Chorus：長谷川育美
- Vocal（#8） & Chorus：水野朔
- Vocal（#10） & Chorus：鈴代紗弓
- Vocal（#14） & Chorus：青山吉能
- Drums：比田井修
- Bass：高間有一
- Guitar：三井律郎、akkin